# Sławomir Pączek
Sławomir Edward Pączek (ur. 18 marca 1967 w Kraśniku) – generał dywizji Wojska Polskiego.

## Życiorys
Wieloletni oficer Departamentu Polityki Budżetowej WP, pełnił między innymi obowiązki zastępcy szefa oddziału, a następnie od 2007 roku, szefa Oddziału Realizacji Budżetu i Analiz. W okresie od października 2007 roku do września 2008 roku był dyrektorem Departamentu Administracyjnego. Od października 2008 roku zastępca szefa Zarządu Planowania Rzeczowego – P8 w Sztabie Generalnym WP.
15 sierpnia 2012 roku został awansowany na stopień generała brygady przez prezydenta RP Bronisława Komorowskiego.
21 listopada 2016 roku prezydent RP Andrzej Duda mianował go z dniem 29 listopada 2016 roku na stopień generała dywizji.

## Odznaczenia
- Medal 100-lecia ustanowienia Sztabu Generalnego Wojska Polskiego – 2018[2]